# Miami Guns
Miami Guns (マイアミ☆ガンズ?, Maiami Ganzu), è un  manga e anime creato da Takeaki Momose. L'anime è ambientato a Miami City, che è molto similare a Miami in Florida, eccetto per alcuni luoghi cambiati.
Il manga è stato pubblicato in Italia dalla Play Press publishing (oggi Play Media Company) dall'ottobre 2004 all'aprile 2005.

## Trama
L'anime e il manga presentano narrazioni completamente diverse, al punto da poter essere definiti due prodotti autonomi che condividono solo personaggi ed ambientazioni.

### Manga
L'iperattiva Yao Sakurakogi, viziata figlia del più grande magnate di Miami, decide di entrare nella polizia e a nulla valgono i tentativi di sabotaggio degli agenti o i discorsi del commissario: la giovane riesce infine a passare l'esame e a diventare ufficialmente una poliziotta. La nuova arrivata viene affiancata alla precisa ed affidabile Lu Amano, figlia del commissario.
Le due ragazze, grazie alla spinta di Yao e il graduale ammorbidimento di Lu, vivono diverse avventure insieme sgominando pericolose bande criminali o vendicativi malviventi e terroristi, riuscendo sempre a risolvere tutti i casi e a farsi una discreta fama in città al punto da essere soprannominate il due delle "Miami Guns".
L'unione dell'affiatato due sembra svanire con la prospettiva dell'imminente matrimonio di Yao, promessa fin da bambina ad un figlio di un ricco socio del padre di lei. Daijiro Damon, fidanzato di Yao, è infatti divenuto uno sceriffo della polizia per non sfigurare accanto alla sposa e poterla proteggere al meglio. Nonostante i sentimenti sinceri del giovane Yao è ben restia ad impegnarsi seriamente e fino all'ultimo tenta, con l'aiuto di Lu, di sottrarsi agli impegni familiari.
Soltanto la scomparsa del prezioso anello Sakura, cimelio della famiglia Sakurakoji, porta la giovane ad avvicinarsi a Daijiro e a dichiararsi apertamente a lui, i genitori di entrambe le famiglie colgono poi l'occasione per celebrare velocemente il matrimonio. Dopo la luna di miele Yao torna a Miami per seguitare il proprio lavoro accanto a Lu, con la malcelata soddisfazione del commissario Amano, ormai affezionato alla turbolenta ragazza.

### Anime
L'anime parla della vita di due ufficiali di polizia che devono fermare il crimine che diventa sempre peggiore. La trama ricorda per come è strutturata e per i luoghi rappresentati la serie televisiva Miami Vice.

## Personaggi
Yao Sakurakouji (桜小路 妖?,  Sakurakōji Yao)
Doppiatrice originale: Megumi Toyoguchi, doppiatrice inglese Nicole Gibson.
Yao è la figlia di una degli uomini più ricchi della città di Miami; anche se è una poliziotta, i motivi che l'hanno spinta ad entrare nel corpo sono il suo desiderio di sparare alle persone e di distruggere ogni cosa. Con il distintivo lei si sente protetta e può fare ciò che desidera, non si interessa di nessuno all'infuori di se stessa. Suo punto di forza sono la forza sovrumana e la grande fiducia in sé stessa che le danno l'occasione spesso di salvare la situazione per un soffio.
Lu Amano (天野 ルウ?,  Amano Rū)
Doppiatrice originale: Yukari Tamura, doppiatrice inglese Suzanna Willard.
Lei è una poliziotta della città, molto più calma e riflessiva della compagna. Suo padre è il capo della polizia, ama guadagnare con gli interessi sui soldi che presta, anche se non lo dimostra apertamente Lu si preoccupa per Yao.
Kaken Masume (科 研 娘?, Masume Kaken)
Doppiatrice originale: Rie Tanaka, doppiatrice inglese Mary Evans.
Kaken Masume è una scienziata che collabora con la polizia di Miami ma preferisce non andare direttamente in missione e restare in disparte, la vediamo soprattutto in due puntate, nasconde nei suoi vestiti una piccola arma.
Julio Peacemaker  (ウォーターメロンマン フリオ?,  Furio)
Doppiatore originale: Akira Ishida, doppiatore inglese Bill Munoz.
Un freelance cacciatore di taglie. Si autodefinisce "Messaggero di pace" e viaggia con il suo animale da compagnia, un alligatore.
Daijiro Damon
Erede della potente famiglia Damon, Daijiro ha trascorso la sua infanzia accanto a Yao cui era stato promesso. Quest'ultima, grazie alla sua forza e la sua grinta, ha sempre protetto il ragazzo dai bulli e ciò ha fatto maturare nel tempo la decisione di potersi un giorno confrontare da pari a pari con la compagna. Addestratosi nelle arti marziali ed intrapresa la carriera nella polizia, Daijiro è divenuto presto ispettore; fatta richiesta di essere trasferito a Miami, il ragazzo ha così raggiunto l'amata promessa.

## Anime
L'anime si distingue per le citazioni ad altre opere apprezzate dall'autore della serie, tra cui: Neon Genesis Evangelion, Initial D, Matrix, Rocky Joe.

### Lista episodi
Ogni puntata dura approssimativamente 25 minuti:
| #  | Titolo inglese                     | Titolo giapponese                | Data di trasmissione |
| -- | ---------------------------------- | -------------------------------- | -------------------- |
| 1  | The Miami Bank Robbery             | Maiami Ginkou Shuugeki Jiken     | 05-02-2000           |
| 2  | All About the Miami Guns!          | Kore ga Miami☆Guns no Subete da! | 12-02-2000           |
| 3  | Spy! Miami Girls School            | Sennyuu! Maiami Jo Gakuen        | 19-02-2000           |
| 4  | Miami Mountain Pass GO GO GO!      | Maiami Touge GO GO GO!           | 26-02-2000           |
| 5  | The Gunman With A Little Alligator | Kowani wo Tsureta Wataridori     | 04-03-2000           |
| 6  | Watermelon Bomb!                   | Suika de BOM!                    | 11-03-2000           |
| 7  | Princess Nokemono                  | Nokemono Hime                    | 18-03-2000           |
| 8  | The Sea! Bikinis! Ghosts!          | Umi da! Mizugi da! Yuurei da!    | 08-04-2000           |
| 9  | Ten Million Miami Dollar Woman     | 1000 Man Miami Dollar no Onna    | 15-04-2000           |
| 10 | Zenigeba Deka R                    | Zenigeba Deka R                  | 22-04-2000           |
| 11 | Burning Plan of Revenge            | Honoo no Fukushuu Keikaku        | 29-04-2000           |
| 12 | Shameless Guerrilla                | Harenchi Guerrilla               | 13-05-2000           |
| 13 | Goodbye, Miami Guns!?              | Saraba Miami Guns!?              | 20-05-2000           |

### Sigle
Sigla iniziale"SEEDS" di Lastier
Sigla finale奇蹟の城 (Kiseki no Shiro?, Castles of Miracles) di epidemic

## Manga

### Edizione giapponese
In Giappone il manga è stato pubblicato in due edizioni:
1. Shonen magazine comics (Kodansha), 4 volumi (1998-1999)
2. Magazine Z (Kodansha), 2 volumi (2007)

### Edizione italiana
Il manga è stato pubblicato in Italia da Play Press dall'ottobre 2004 ad aprile 2005, a periodicità bimestrale sulla collana Love²Comix (numeri 34,36,38,40) al prezzo di 3,9 euro a volume tranne il 4, venduto a 4,5 euro.

#### Artwork
Rispetto alla prima edizione giapponese i volumi non hanno sovraccopertina, fronte e retro hanno la stessa immagine, è assente la pin-up posta originariamente sul retro, sono assenti extra come il messaggio dell'autore ed è stato rivisto l'ordine di pubblicazione delle illustrazioni del fronte:
1. cover del volume 2 giapponese
2. cover del volume 4 giapponese
3. invariato
4. cover del volume 1 giapponese